# Angelina Topić
Angelina Topić (Beograd, 26. srpnja 2005.) srbijanska je atletičarka koja se natječe u disciplini skok u vis.
Sa 17 godina osvojila je brončanu medalju na Europskom prvenstvu 2022. i tako postala najmlađa osvajačica medalje na prvenstvu. Proglašena je najboljom mladom sportašicom Europe u 2022. godini. Trener joj je otac Dragutin Topić, srpski rekorder u skoku u vis. Majka joj je Biljana Topić, srpska rekorderka u troskoku.

## Vanjske poveznice
- Profil na stranici Međunarodnog atletskog saveza